# Daniel Esquenazi
Daniel Esquenazi Beraha (Ciudad de México, 21 de septiembre de 1976) es un empresario, inversionista y arquitecto mexicano. Conocido por participar en proyectos turísticos, de desarrollo sustentable y residencial en México. Recientemente se inauguró el proyecto del Centro de Artes de Mineral de Pozos donde participó en conjunto con el Gobierno del Estado de Guanajuato.

## Biografía
Nacido en la Ciudad de México, Esquenazi estudió en la Universidad Iberoamericana. Se graduó de la carrera de arquitectura y cursó su especialidad en la Universidad de Austin en el estado fronterizo de Texas.
Fue socio y director general de Grupo Pes, una agencia inmobiliaria donde trabajó en proyectos residenciales.
Es socio fundador de Ideas en Desarrollo Sustentable S.A. de C.V., empresa enfocada en el desarrollo de proyectos privados, sociales y gubernamentales para la sustentabilidad.